# Маульбург
Маульбург (нім. Maulburg) — громада в Німеччині, знаходиться в землі Баден-Вюртемберг. Підпорядковується адміністративному округу Фрайбург. Входить до складу району Леррах.
Площа — 9,73 км2. Населення становить 4274 ос. (станом на 31 грудня 2020).